# Blektjärnen (Hammerdals socken, Jämtland, 704931-148878)
Blektjärnen är en sjö i Strömsunds kommun i Jämtland och ingår i Indalsälvens huvudavrinningsområde.